# ان‌جی‌سی ۳۳۱۱
ان‌جی‌سی ۳۳۱۱ یک کهکشان بیضوی فوق‌العاده بزرگ (کهکشان نوع cD) که در فاصله حدود ۱۹۰ میلیون سال نوری از زمین در صورت فلکی مار باریک واقع شده‌است. این کهکشان توسط ستاره‌شناس جان هرشل در ۳۰ مارس ۱۸۳۵ کشف شد. ان‌جی‌سی ۳۳۱۱ درخشانترین عضو خوشه هیدرا و یک جفت با ان‌جی‌سی ۳۳۰۹ تشکیل می‌دهد که همراه با ان‌جی‌سی ۳۳۱۱، منطقه مرکزی خوشه هیدرا را تحت سلطه خود قرار می‌دهد.
ان‌جی‌سی ۳۳۱۱ توسط یک سیستم خوشه کروی غنی و گسترده احاطه شده که با سیستم مسیه ۸۷ در خوشه دوشیزه رقابت می‌کند.